# Puszcza Gorzowska

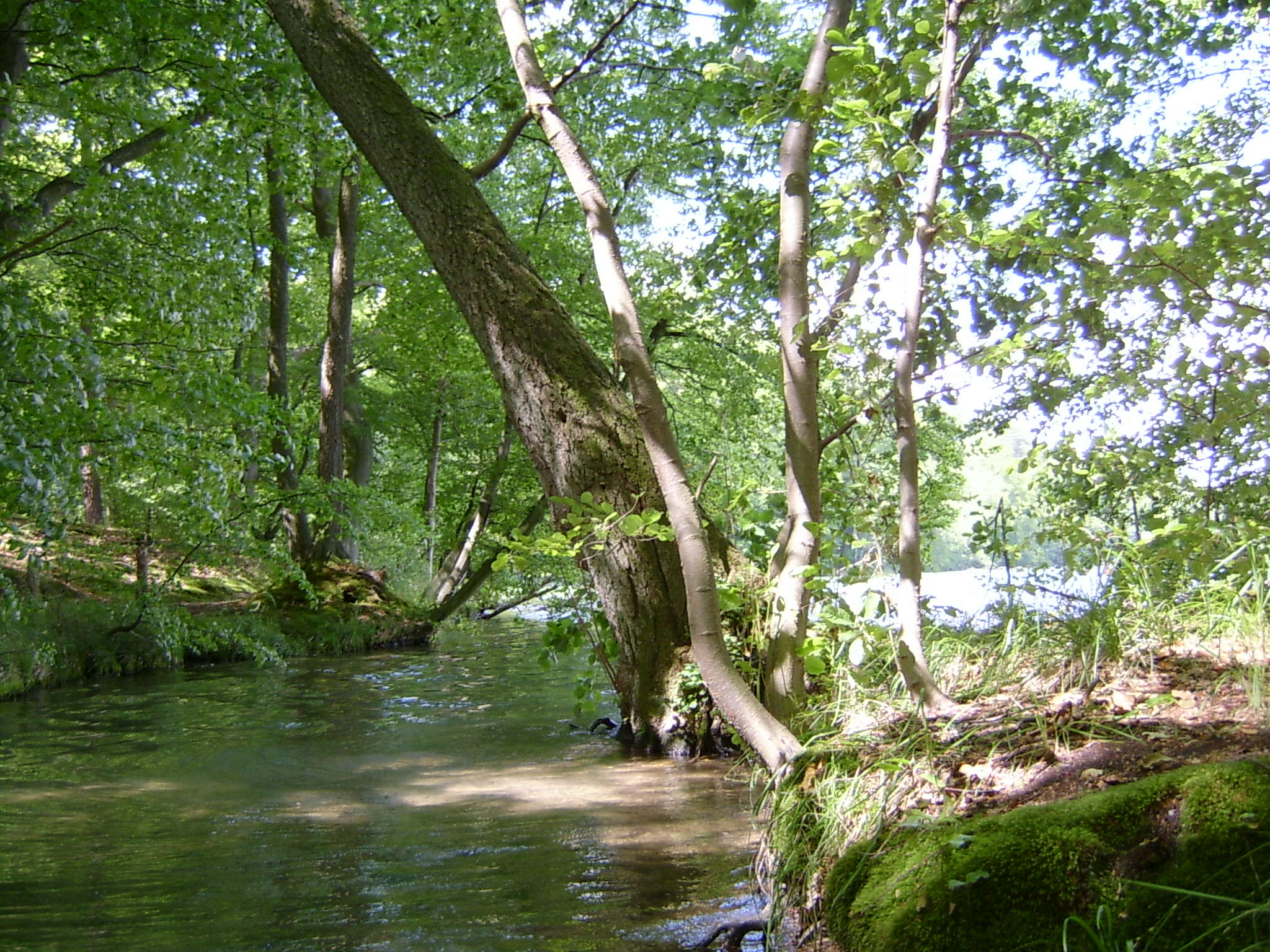
Rzeka Santoczna w centralnej części Puszczy Gorzowskiej

Puszcza Gorzowska (Puszcza Barlinecka) – kompleks leśny położony na Równinie Gorzowskiej i Pojezierzu Myśliborskim pomiędzy Gorzowem Wielkopolskim, Strzelcami Krajeńskimi i Barlinkiem. Obejmuje powierzchnię ok. 35 tys. ha.
Obszar porośnięty jest lasami i borami mieszanymi. W drzewostanie dominuje sosna, buk, dąb, świerk, grab, wiąz, brzoza, olcha czarna, wierzby i klony. Wśród gatunków obcych modrzew europejski i daglezja zielona. Spośród rosnących tu roślin objętych ochroną ścisłą ważniejsze gatunki to: rosiczka okrągłolistna, orlik pospolity, paprotka zwyczajna, pierwiosnka lekarska, przylaszczka pospolita, śnieżyczka przebiśnieg. Ochroną częściową objęte są m.in. bobrek trójlistkowy, grążel żółty, grzybienie białe. Występuje też wiele unikatowych zbiorowisk roślinności bagienno-torfowiskowej.
Na terenie Puszczy Gorzowskiej znajduje się kilkanaście jezior zajmujących rynny polodowcowe. Największe to: Jezioro Wielgie (Dankowskie), Lubie, Chłop, Suche i Lubieszewko (Portki), Przyłęg. Na północnym skraju puszczy leży Jezioro Barlineckie.
Najdłuższymi rzekami są Santoczna i Kłodawka. W pobliżu Barlinka swój obszar źródłowy ma Płonia.
Od 1991 r. znaczna część Puszczy Gorzowskiej chroniona jest w ramach dwóch parków krajobrazowych: Gorzowskiego  oraz Barlineckiego. Istnieje też kilka rezerwatów przyrody (Wilanów, Rzeka Przyłężek, Markowe Błota i Dębina).
W centralnej części puszczy w miejscowości Lipy znajduje się ośrodek wypoczynkowy, pole namiotowe i Leśna Stacja Dydaktyczna prowadzona przez Barlinecko-Gorzowski Park Krajobrazowy. Przygotowano również ścieżkę dydaktyczną.

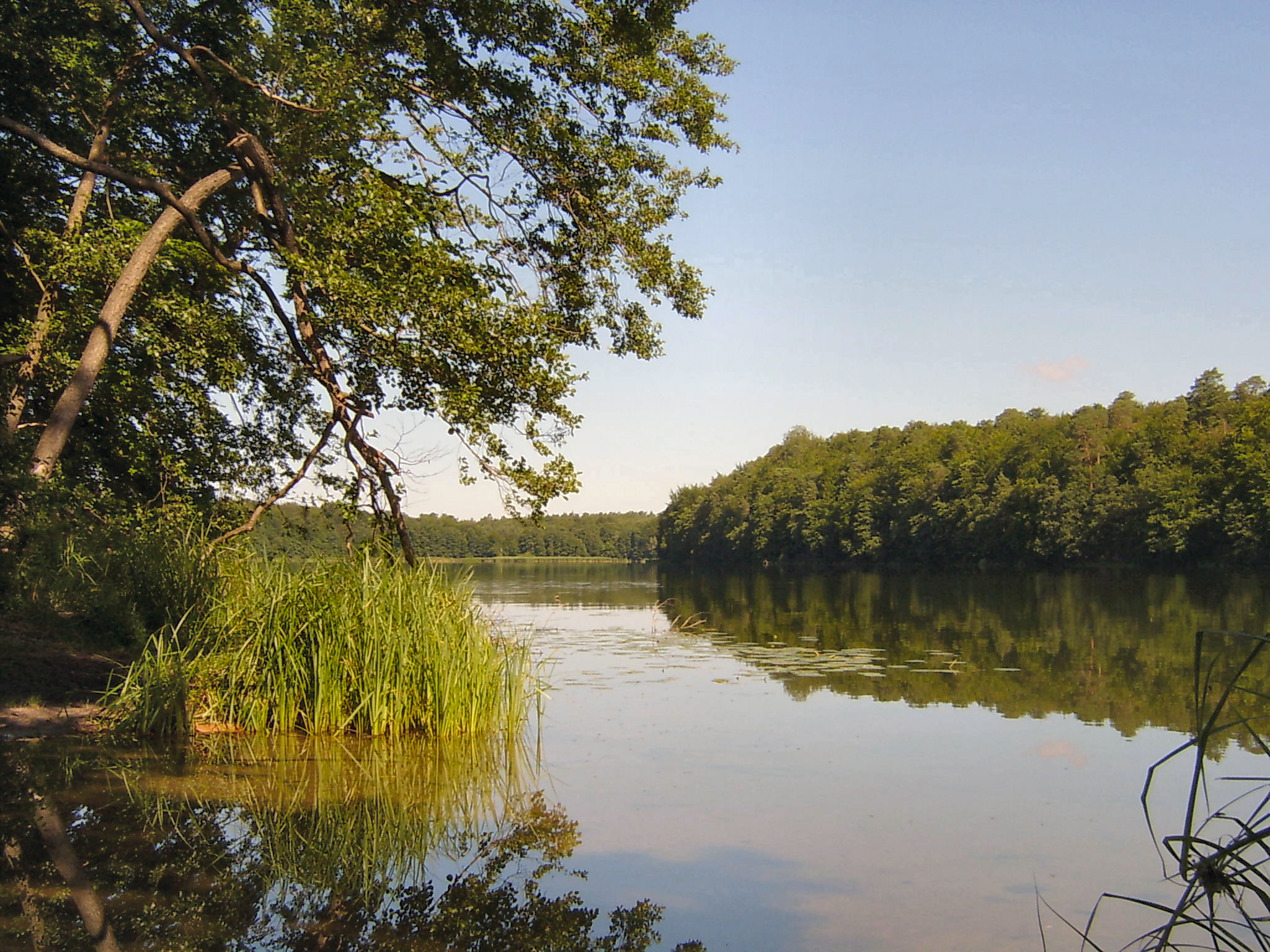
Jezioro Lubie
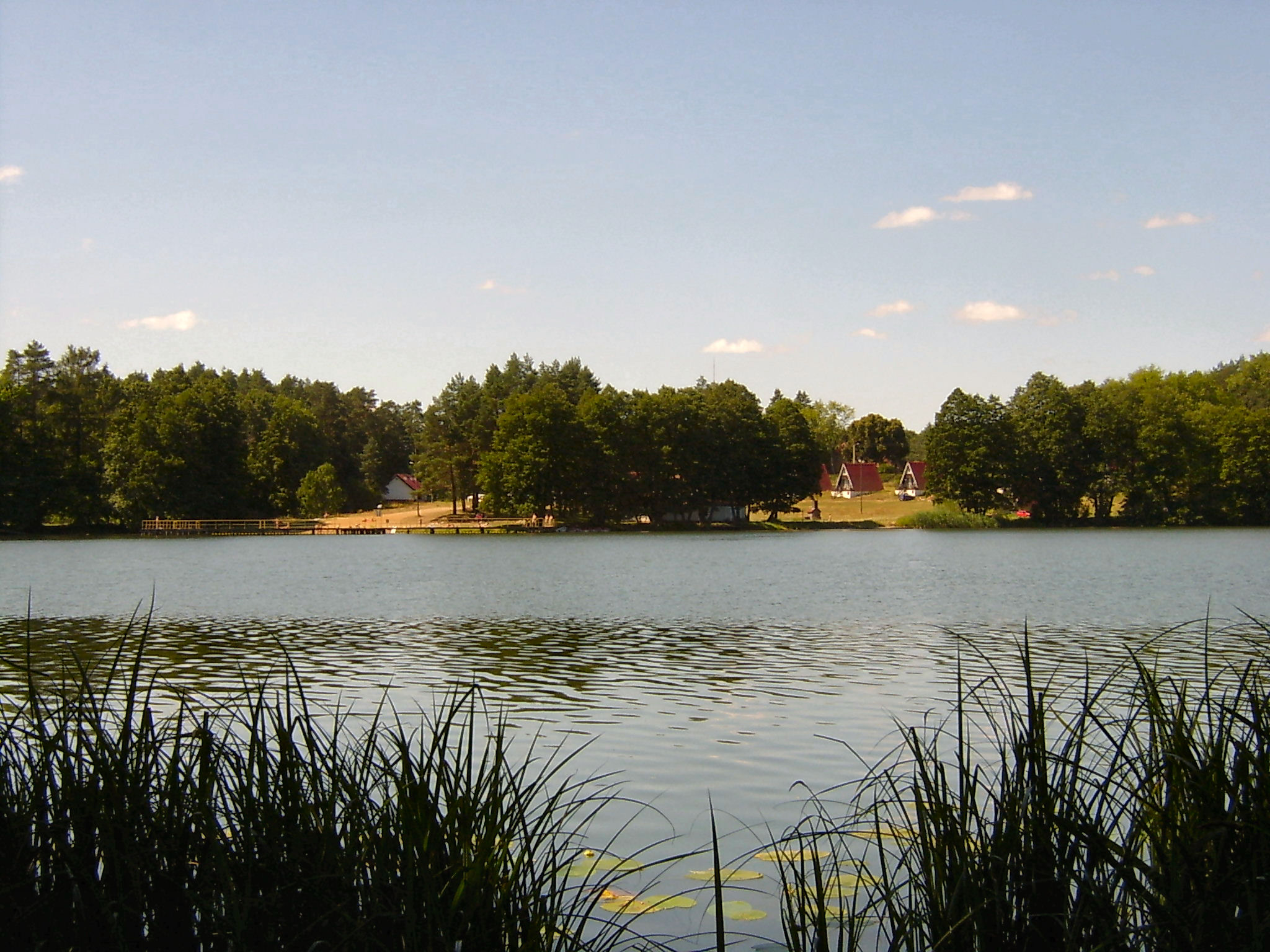
Jezioro Lubie – w głębi ośrodek wypoczynkowy w Lipach
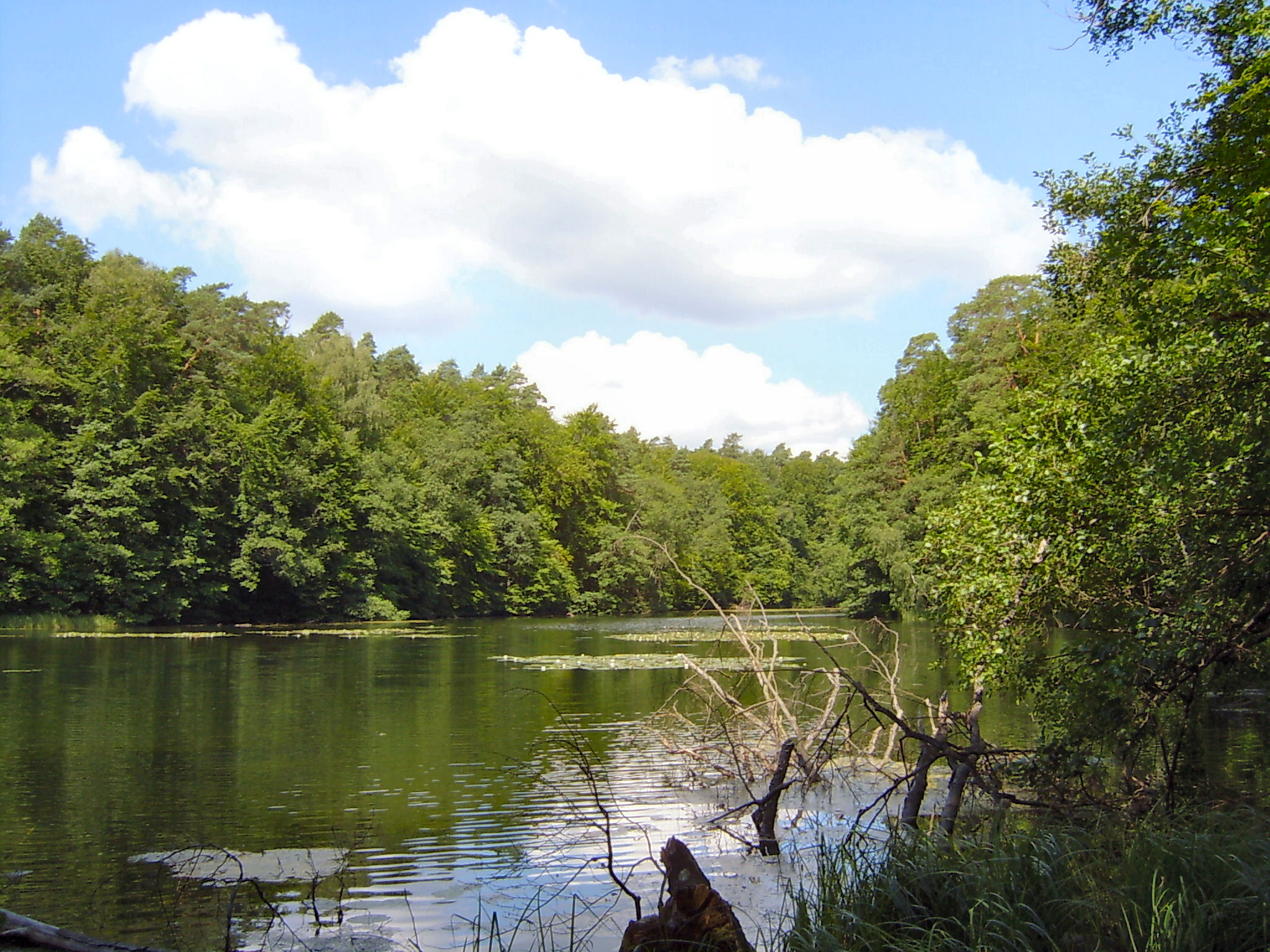
Jezioro Lubieszewko
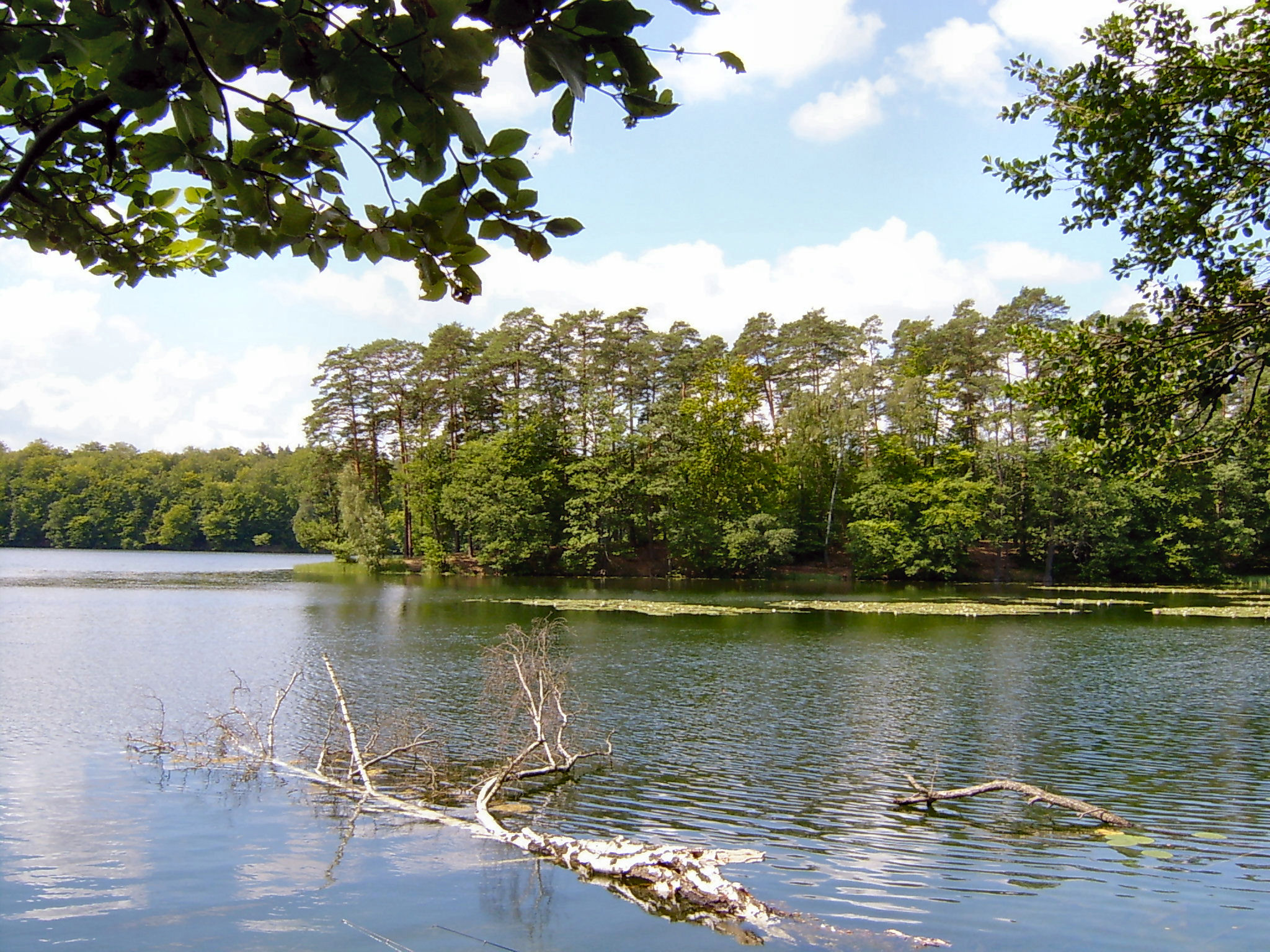
Jeziora Suche i Lubieszewko (Portki)